# The BBC Archives
The BBC Archives es el séptimo álbum en vivo de Iron Maiden publicado el 4 de noviembre de 2002. Una colección de grabaciones entre los años 1979/1988 en directo. El álbum contiene la grabación para la BBC Radio 1 Friday Rock Show de 1979. En esta época aún participaban los integrantes Tony Parsons (guitarra) y Doug Sampson (batería), antes de ser sustituidos por Dennis Stratton y Clive Burr respectivamente. Son cuatro canciones, "Iron Maiden", "Running Free", "Transylvania" y "Sanctuary", las cuales suenan bastante distintas a las posteriores grabaciones de las mismas. Además incluye las grabaciones en directo celebradas en el Festival de Reading de (1980 y 1982) y del festival Monsters of Rock de Donigton (1988).
Este disco viene dentro del contenido de la caja recopilatoria de Eddie's Archive.

## Lista de canciones
| BBC Radio 1 Friday Rock Show 1979 1. "Iron Maiden" - 3:47 2. "Running Free" - 3:11 3. "Transylvania" - 4:04 4. "Sanctuary" - 3:46 Festival de Reading 1982 1. "Wrathchild" - 3:33 2. "Run to the Hills" - 5:37 3. "Children of the Damned" - 4:50 4. "The Number of the Beast" - 5:30 5. "22 Acacia Avenue" - 6:37 6. "Transylvania" 7. "The Prisoner" - 5:51 8. "Hallowed Be Thy Name" - 7:40 9. "Phantom of the Opera" - 7:03 10. "Iron Maiden" | Festival de Reading 1980 1. "Prowler" - 4:30 2. "Remember Tomorrow" - 6:00 3. "Killers" - 4:44 4. "Running Free" 5. "Transylvania" 6. "Iron Maiden" Festival Monsters of Rock de Donington 1988 1. "Moonchild" - 5:44 2. "Wrathchild" 3. "Infinite Dreams" - 5:52 4. "The Trooper" - 4:06 5. "Seventh Son of a Seventh Son" - 10:30 6. "The Number of the Beast" 7. "Hallowed Be Thy Name" 8. "Iron Maiden" |